# Песчанки (Тверская область)
Песчанки — деревня в Торжокском районе Тверской области. Входит в состав Сукромленского сельского поселения.

## История
На карте Мёнде деревня Витонево или Песчинки имеет 3 двора.
В начале XX века деревня входила в Сукромлинскую волость Новоторжского уезда.

## Население
| 2010 |
| ---- |
| 5    |